# Celine (Podturen)
Celine is een plaats in de gemeente Podturen in de Kroatische provincie Međimurje. De plaats telt 340 inwoners (2001).